# Harro Siegel
Michael Harro Siegel (* 24. Januar 1900 in Kassel; † 6. Dezember 1985 in Göttingen) war ein deutscher Puppenspieler.

## Leben
Michael Harro Siegel ist ein Bruder der Sozialpädagogin Elisabeth Siegel und des Kunstsammlers Hans Wilhelm Siegel. Er studierte nach einer Buchbinderlehre Germanistik, Theaterwissenschaften und Kunstgeschichte an der Universität München. Zudem besuchte er die Kunstakademien in Kassel und Berlin. Er war verheiratet mit der Puppenspielerin Adelheid Hellwig.
Ab 1926 ging er mit selbst entworfenen und eigenständig gebauten Marionetten in Deutschland und Europa auf Tournee. Im Wohnort Potsdam hatte er Kontakt zur Familie Werner Picht und Hellmut Becker. 1936 wurde er zum Professor für Kunsterziehung an die Staatliche Kunstschule zu Berlin berufen, wo er von 1939 bis 1943 auch künstlerischer Leiter am Reichsinstitut für Puppenspiel („Reichspuppenspieler“) war und mit Adolf Reichwein zusammenarbeitete, den er bereits über den Kreis Carl Heinrich Beckers seit den späten 1920er Jahren kannte. Er hatte mehrere Freunde im Kreisauer Kreis.
1943 folgte Harro Siegel dem Ruf als Professor für Kunsterziehung an die Werkkunstschule Braunschweig. Im Braunschweiger Schloss Richmond gründete und betrieb er ein städtisches Marionettentheater. Ab 1946 war er Dozent für Puppenspiel an der Meisterschule für gestaltendes Handwerk. Von 1964 bis 1970 übernahm er die Leitung der Künstlerstiftung Villa Romana in Florenz. 1978 siedelte Siegel nach Deutschland über und wurde in Göttingen ansässig, wo er 1985 verstarb. Ab den 1960er Jahren gehörte er zur mystisch-islamischen Bewegung Subud.
Siegel begründete die internationale Brüderschaft der Marionettenspieler und 1957 die Woche des internationalen Puppenspiels in Braunschweig.
Seine Figuren befinden sich heute in Museen (z. B. in der Puppentheatersammlung der Stadt München im Münchener Stadtmuseum, im Landesmuseum Kassel, im Städtischen Museum Braunschweig, im Museum für Puppentheater Kultur Bad Kreuznach), im „Marionettentheatern Stockholm“ sowie in Privatbesitz.

## Schriften
- Marionetten. Propyläen, Frankfurt am Main 1982.
- (Nachdruck von 1981) Vom Puppenspiel in Deutschland 1933 bis 1945. Puppen & Masken, Frankfurt 2008, ISBN 978-3-935011-18-1
- als Herausgeber: Puppenspiel als Zauberschlüssel. Literarische Vereinigung Braunschweig, Braunschweig 1962.